# Lực lượng Hiến binh Đặc nhiệm Quốc gia
Lực lượng Hiến binh Đặc nhiệm Quốc gia (tiếng Pháp: Groupe d'Intervention de la Gendarmerie Nationale), thường được viết tắt là GIGN. Là một đơn vị đặc nhiệm thuộc Lực lượng Vũ trang Pháp cùng với Lực lượng Hiến binh Quốc gia. GIGN được huấn luyện để tiến hành hàng loạt các nhiệm vụ chống khủng bố và giải cứu con tin ở Pháp cũng như là mọi nơi trên thế giới.
GIGN được hình thành vào năm 1973. Vào ngày 1 tháng 9 năm 2007, một cuộc tái tổ chức lớn được tiến hành. Đơn vị GIGN gốc hợp nhất với Tiểu đội Hiến binh Nhảy dù (Gendarmerie Parachute Squadron - EPIGN) cùng với 30 hiến binh thuộc Nhóm Hộ vệ Tổng thống (Presidential Security Group - GSPR) để tạo thành một GIGN "mới" và lớn hơn.
Có ba nhóm chính trong đơn vị:
- Lực lượng Can thiệp (GIGN nguyên thủy)
- Lực lượng Quan sát & Tìm kiếm (đến từ lực lượng EPIGN trước đây)
- Lực lượng Bảo vệ & Bảo hộ (từ lực lượng EPIGN trước đây và các hiến binh đến từ GSPR)

GIGN được biết đến với tư cách là một trong những đơn vị chống khủng bố tinh nhuệ nhất thế giới, đặc biệt là trong những tình huống bắt con tin bên trong máy bay. Đơn vị cũng được biết đến vì các kỹ thuật đàm phán cũng như là sự huấn luyện gây go nhưng rất sát thực tế. Họ cũng đồng thời huấn luyện thành viên từ các lực lượng đặc nhiệm khác, như là GSG 9 của Đức một số kỹ năng nhất định.

## Lịch sử
Sau cuộc Thảm sát Munich trong Thế vận hội Olympic năm 1972, và cuộc nổi loạn tại ngục Clairvaux một năm trước đó, Pháp bắt đầu nghiên cứu những giải pháp khả thi trước những cuộc tấn công bạo lực, dưới suy nghĩ rằng những cuộc tấn công kiểu như thế cực kỳ khó để dự đoán cũng như đánh trả.
Năm 1973, GIGN trở thành một lực lượng chính thức với binh sĩ được huấn luyện và trang bị để phản ứng lại những đe dọa thuộc mô-típ như thế trong khi đó giảm thiểu nguy hiểm đối với thường dân cũng như là con tin, thành viên của đội và thậm chí là những kẻ tấn công. GIGN bắt đầu hoạt đồng vào ngày đầu tiên của tháng 3, năm 1974, dưới sự chỉ huy của Trung úy Christian Prouteau.
Mười ngày sau, GIGN lần đầu tiên can thiệp bắt giữ một người bị loạn trí ở Ecquevilly, chứng tỏ được sự cần thiết của đơn vị. GIGN ban đầu chỉ có 15 thành viên, sau đó tăng lên số 48 vào năm 1984, 57 năm 1988 và 87 năm 2000.
Năm 2007, một cuộc tái tổ chức lớn được tiến hành, với các hiến binh, quan chức và nhân viên thuộc GIGN, EPIGN và GSIGN hợp nhất thành một đơn vị thống nhất với 380 thành viên với cùng tên là GIGN. Trong tương lai, những sĩ quan hiến binh mới sẽ được huấn luyện trong công tác can thiệp và cũng sẽ có cơ hội để đước huấn luyện những kỹ thuật hộ vệ hay/hoặc là nghiên cứu / quan sát (nhiệm vụ của EPIGN cũ). Tổng quân số sẽ được dự đoán nâng lên đến 420 hiến binh năm 2010. Mục đích của cuộc tái tổ chức là để cho phép sự hoạt động của một đơn vị có quân số 200 người, huấn luyện cùng nhau với mục đích ngăn chặn các cuộc tấn công quy mô hơn, điển hình là kiểu bắt con tin hàng loạt như vụ khủng hoảng con tin tại trường học Beslan, Bắc Ossetia nước Nga (1/9/2004 - 3/9/2004) mà ở Pháp người ta gọi là Bắt giữ Con tin Hàng loạt hay POM (Prise d'Otage Massive). Sau cuộc tái tổ chức, cái tên viết tắt GSIGN được chuyển thành GIGN, dẫn đến việc cái tên GIGN không bao giờ được sử dụng để chỉ nhóm đặc nhiệm nhỏ ban đầu nữa. Sự hợp tác chặt chẽ giữa GIGN và RAID (Recherche Assistance Intervention Dissuasion - Nhóm Nghiên cứu Chiến lược răn đe Hỗ trợ Can thiệp) đã trở nên ngày càng chú tâm hơn vào các viễn cảnh các nhiệm vụ giải cứu con tin cỡ lớn.

## Tổ chức
GIGN được chia ra thành một tổ chỉ huy, một nhóm quản lý cùng bốn tiểu đội, mỗi đội hai mươi người, một tiểu đội hỗ trợ chiến dịch bao gồm đàm phán, xâm nhập, tình báo, liên lạc, bắn tỉa, chó nghiệp vụ và cung cấp các trang thiết bị công nghệ cao. Nhóm Trang thiết bị Đặc biệt cung cấp cho đơn vị với hàng loạt các trang bị hiện đại đã biến đổi và nâng cấp, bằng hai cách là chọn hoặc thiết kế chúng. GIGN được gọi đến khoảng 60 lần mỗi năm.
Tất cả các thành viên đều phải qua huấn luyện bao gồm bắn súng, bắn tỉa, một khóa huấn luyện nhảy dù và huấn luyện đánh cận chiến. Các thành viên của GIGN được biết đến với uy tín là có một trong những cuộc huấn luyện vũ khí tốt nhất thế giới. Cũng vì lý do này mà hàng loạt các đơn vị đặc nhiệm và chống khủng bố khắp thế giới đều tiến hành các chương trình trao đổi với GIGN. Các kỹ năng tâm lý và khả năng tự kiềm chế được cho là rất cần thiết khi đi cùng với thể lực. Cũng như phần lớn các lực lượng đặc nhiệm, cuộc huấn luyện rất hà khắc với khả năng bị đánh rớt rất cao khi chỉ có 7-8% người tình nguyện vượt qua được quá trình huấn luyện. Các thành viên thuộc GIGN phải luôn sẵn sàng để tước vũ khí của nghi phạm bằng tay không.
Có hai hình thức đặc trưng của đơn vị: Nhảy HALO/HAHO và lặn. Các thành viên học sẽ được học hàng loạt các kỹ năng đặc biệt như xử lý chó nghiệp vụ, xâm nhập, bắn tỉa, đàm phàn,...

## Chiến dịch
Từ khi được thành lập, đơn vị đã tham gia đến hơn 1000 chiến dịch, giải cứu hơn 500 con tin, bắt sống hơn 1000 nghi phạm và bắn chết 15 tên khủng bố. Đơn vị đã mất hai thành viên khi đang làm nhiệm vụ và bảy người trong quá trình huấn luyện từ khi thành lập và theo sau đó là hai chó nghiệp vụ và một con chết trong lúc huấn luyện.
Những hành động trong quá khứ bao gồm:
- Giải cứu 30 học sinh tiểu học trong một chiếc xe bus trường học bị bắt giữ và chiếm đóng bởi tổ chức khủng bố FLCS (Tiếng Pháp: Front de Libération de la Côte des Somalis - "Mặt trận Giải phóng Duyên hải Somali") tại Dijibouti năm 1976.
- Lên kế hoạch giải cứu các chính trị gia tại Đại sứ quán Pháp ở San Salvador năm 1979 (những kẻ bắt con tin đầu hàng trước khi cuộc giải cứu được tiến hành).
- Các đặc nhiệm GIGN góp phần trong nỗ lực giành kiểm soát trong lần chiếm giữ nhà thờ hồi giáo tại Mecca, Ả Rập Xê Út tháng 11 và 12 năm 1979.
- Bắt giữ một kẻ khủng bố người Corsica thuộc Mặt trận Giải phóng Dân tộc Corsica tại nhà khách Fesch năm 1980.
- Giải cứu các con tin trong vụ bắt giữ con tin tại động Ouvéa tại Ouvea, New Caledonia tháng 5 năm 1988.
- Bảo vệ Thế vận hội Mùa đông năm 1992 tại Albertville.
- Tháng 12, 1994, giải cứu 229 hành khách và phi hành đoàn trên chuyến bay 8969 của Air France tại Marseille. Trên máy bay, bị chiếm giữ bởi bốn tên khủng bố thuộc Nhóm Hồi giáo Vũ trang lên kế hoạch phá hủy Tháp Eiffel, ba hành khách bị xử tử trong lúc đang đàm phán với chính phủ Algérie. Nhiệm vụ này được truyền thông rộng rãi.
- Bắt giữ Bob Denard năm 1995 tại Comoros.
- Chiến dịch tại Bosnia để bắt giữ hàng loạt đối tượng bị truy tố vì tội ác chiến tranh.
- Bắt giữ 6 tay cướp biển người Somalia và thu hồi lại tiền chuộc sau khi bảo đảm các con tin trên du thuyền "Le Ponant" an toàn trên duyên hải Puntland, Somalia trên Vịnh Aden. Kết hợp với Đặc nhiệm Lính thủy Đánh bộ Pháp tháng 4, năm 2008.
- Liên quan trực tiếp đến việc tiêu diệt các tên khủng bố tại Paris và vùng lân cận vào tháng 1 năm 2015.

GIGN được chọn bởi Tổ chức Hàng không Dân sự Quốc tế (International Civil Aviation Organisation - ICAO) để huấn luyện các lực lượng đặc nhiệm của các nước trong kỹ thuật giải cứu con tin trên máy bay.

## Huấn luyện
- Sử dụng vũ khí
- Bắn súng và bắn tỉa
- Khóa đào tạo nhảy dù, như nhảy HALO và HAHO, sử dụng dù lượn và tiến quân bằng trực thăng.
- Chiến đấu dưới nước, lặn và tấn công các con tàu.
- Kỹ thuật cận chiến, xáp lá cà.
- Trinh sát nằm vùng và theo dõi (hỗ trợ trong việc điều tra các vụ án)
- Các kỹ thuật xâm nhập và trốn thoát
- Phá, gỡ bom mìn (Explosive Ordinance Disposal - EOD) và xử lý các thiết bị NRBC.
- Sống sót và chiến đấu trong môi trường nhiệt đới, hàn đới, núi và sa mạc.
- Kỹ năng giao tiếp, như là đàm phán.

## Chỉ huy GIGN
- Trung úy Christian Proteau: 1973-1982
- Đại úy Paul Barril: 1982-1983 (tạm thời)
- Đại úy Philippe Masselin: 1983-1985
- Đại úy Philippe Legorjus: 1985-1989
- Thiếu tá (Chỉ huy của Chef d'Escadron trong đội Kỵ Binh) Lionel Chesneau: 1989-1992
- Đại úy Denis Favier: 1992-1997
- Thiếu tá (Chỉ huy của Chef d'Escadron trong đội Kỵ Binh) Eric Gerald: 1997-2002
- Trung tá Frédéric Gallois: 2002-2007
- Thiếu tướng Denis Favier: 2007-2011
- Thiếu tướng Thierry Orosco: 2011-2014
- Đại tá Hubert Bonneau: 2014 - Hiện tại

## Trong văn hóa truyền thông

### Sách
Đơn vị được nhắc đến trong series sách Phoenix Force, năm 1984, cuốn Phoenix in Flames.

### Phim ảnh
Đơn vị có mặt trong phim L'Assault, một bộ phim tiếng Pháp năm 2010 nói về khủng hoảng con tin chuyến bay số 8986 thuộc Hãng hàng không Air France. Bộ phim được hoàn thành với sự hợp tác và các lời khuyên từ GIGN.
L'Ordre et la Morale (Nổi Loạn) được ra mắt năm 2011 và dựa trên các tội ác chiến tranh tại vụ bắt giữ con tin động Ouvéa năm 1988 tại New Caledonia từ góc nhìn của thủ lĩnh GIGN là Đại úy Philippe Legorjus.
Trong bộ phim của Michael Bay là The Island, Djimon Hounsou thủ vai Albert Laurent, một lính đánh thuê người Pháp và một cựu chiến binh GIGN được thuê để mang về Lincoln Six Echo (Ewan McGregor) và Jordan Two Delta (Scarlett Johansson).

### Trò chơi điện tử
Các thành viên GIGN xuất hiện trong hàng loạt các trò chơi điện tử như SOCOM: U.S. Navy SEALs Tactical Strike, Tom Clancy's Rainbow Six: Lockdown, Joint Operations: Typhoon Rising, Grand Theft Auto: Vice City, Hitman: Contracts, Battlefield 3, Modern War và Call of Duty: Modern Warfare 3, Tom Clancy's Rainbow Six: Siege. Đồng phục của GIGN cũng có mặt trong game Counter-Strike và SWAT 4. Người chơi cũng có thể chọn Avatar của mình trên hệ thống chơi game Xbox 360 trong một quân phục của lính đặc nhiệm GIGN và từ gói Avatar chế độ chơi mạng của Modern Warfare 3. Nó có tên là "Quân phục Biệt kích Pháp" nhưng trong thực tế lại là quân phục của GIGN.